# Dadoychus
Dadoychus is een kevergeslacht uit de familie van de boktorren (Cerambycidae). De wetenschappelijke naam van het geslacht werd voor het eerst geldig gepubliceerd in 1833 door Chevrolat.

## Soorten
Dadoychus omvat de volgende soorten:
- Dadoychus flavocinctus Chevrolat, 1833
- Dadoychus mucuim Galileo & Martins, 1998
- Dadoychus nigrus Galileo & Martins, 2009